# Giovanni Piccono della Valle
Il conte Giovanni Antonio Piccono della Valle (Nizza, 9 gennaio 1778 – Torino, 26 marzo 1850) è stato un politico italiano.

## Biografia
Era figlio del conte Vittorio Amedeo e di sua moglie Vittoria Margherita Pascale di Nocetto.
Maggiore generale dell'esercito, primo ufficiale del Ministero degli esteri, direttore delle Regie Poste.
Il 1º giugno 1812 sposò Giuseppa Teresa Trabucco di Castagnetto, da cui ebbe 8 figli, fra cui il conte Emilio, capitano, ferito alla battaglia di Santa Lucia, a cui è intitolata una via e una scuola a Verona, e il capitano Demetrio, aiutante di campo del Duca di Genova, medaglia d'argento al valor militare, cavaliere dell'Ordine dell'Aquila rossa di Prussia.
Resse il ministero degli esteri fra il 7 ottobre il 26 dicembre 1817, nella vacanza fra le dimissioni di Alessandro conte di Vallesa e la nomina di Filippo Antonio Asinari di San Marzano.
Accompagnò Carlo Felice a Modena nel 1821, in occasione dei moti rivoluzionari. Nello stesso anno, si espresse nel Consiglio di Stato contro ogni concessione costituzionale, pur senza avere simpatie per l'Impero austro-ungarico. 
Ebbe incarichi diplomatici e nel 1818 fu ministro plenipotenziario in occasione di una convenzione con il Regno delle Due Sicilie.
Fu definito «il nemico più meschino e più acerrimo che Carlo Alberto contasse in Piemonte» e regnante Carlo Alberto non ebbe nessun incarico di rilievo. Tuttavia, non aveva sostenuto il disegno austriaco che si opponeva al passaggio dinastico dalla linea primogenita al ramo di Carignano e mirava a un cambio delle leggi di successione di Casa Savoia a vantaggio dei figli maschi di Maria Beatrice, figlia di Vittorio Emanuele I e moglie di Francesco IV di Modena.
Fu sepolto al cimitero monumentale di Torino.